# A Rite of Passage
A Rite of Passage è un singolo del gruppo musicale statunitense Dream Theater, pubblicato l'8 maggio 2009 come primo estratto dal decimo album in studio Black Clouds & Silver Linings.

## Descrizione
Seconda traccia di Black Clouds & Silver Linings, A Rite of Passage è l'unico brano dell'album che non affronta i temi relativi alle esperienze personali vissute dai componenti del gruppo. Il tastierista Jordan Rudess ha infatti dichiarato che il brano parla della Massoneria e delle società segrete.
Durante l'assolo, Jordan Rudess esegue un'improvvisazione utilizzando il Bebot, un'applicazione iPhone che modula il suono in base alla pressione delle dita sullo schermo, più o meno nella stessa maniera in cui funziona il continuum. Per fare ciò anche dal vivo, la postazione di Rudess si è arricchita di un supporto pieghevole a cui è collegato un iPhone.

## Video musicale
Il videoclip è stato pubblicato l'8 maggio 2009, in contemporanea alla pubblicazione del singolo. Rispetto alla versione dell'album, il brano è stata accorciato di quasi tre minuti, eliminando gli assoli di chitarra e quello di tastiera, oltre alle diverse riproposizioni del riff principale.

## Tracce
Download digitale
1. A Rite of Passage – 8:36

CD promozionale (Europa, Stati Uniti)
1. A Rite of Passage (Album Version) – 8:35
2. A Rite of Passage (Edit) – 6:05
3. A Rite of Passage (Edit) – 5:40

## Formazione
- James LaBrie – voce
- John Petrucci – chitarra, voce
- John Myung – basso
- Jordan Rudess – tastiera, continuum
- Mike Portnoy – batteria, percussioni, voce